# Eternal Deformity
Eternal Deformity – polska grupa muzyczna założona przez Arkadiusza Szymusia i Rafała Rybińskiego w 1993 roku w Żorach, wykonująca muzykę z pogranicza Avant-garde, progresywnego metalu i doom metalu. 

## Historia
Zespół Eternal Deformity powstał na początku 1993 roku w Żorach. Założycielami byli ex-perkusista Rafał (Ryba) Rybiński oraz gitarzysta Arkadiusz (Aro) Szymuś. Skład zespołu tworzyli także Artur (Orzech) Olszewski, oraz Przemysław (Smyku) Smyczek. W 1994 w katowickim „Beat Center Studio” został zarejestrowany debiutancki materiał „Forgotten Distant Time”, który w Polsce wydała firma „Baron rec”.
W 1996 nagrał składające się z trzech utworów „Promo 96” promujące kolejny materiał "Nothing Lasts Forever", który został zarejestrowany w gliwickim „M. K. Studio”. W tym czasie zespół opuścił Rafał (Ryba) Rybiński oraz w 1997 roku Artur (Orzech) Olszewski. Ich miejsce zajął Tymoteusz (Tymon) Ciastko – perkusja, oraz Przemysław (Kofi) Kajnat wokal, gitara basowa.
W 1998 roku zespół nagrał kolejną płytę w studiu „Alkatraz” prowadzonym wówczas przez Jacka Regulskiego, gitarzystę grupy KAT. In The Abyss of Dreams... Furious Memories ukazał się nakładem białostockiej niezależnej firmy „Demonic” Records.
W lipcu 2001 roku zespół nagrał w Mamut Studio kolejną płytę – The Serpent Design. Po zakończeniu prac związanych z nagrywaniem materiału zespół opuścił obsługujący instrumenty klawiszowe Piotr (Parapet) Tomala, który dołączył do zespołu przed nagraniem albumu In The Abyss of Dreams... Furious Memories, a jego miejsce zajmuje Łukasz (Kilo) Kiljanek.
W tym składzie zespół nagrał album Frozen Circus, który został zarejestrowany w "Zed Studio" Tomasza Zalewskiego w Olkuszu w połowie 2007 roku. Grupa podpisała długoterminowy kontrakt z włoskimi firmami Code666 / Aural Music.
Niedługo potem zespół opuścił klawiszowiec Łukasz (Kilo) Kiljanek. A jego miejsce zajął Piotr Rokosz. W tym składzie Eternal Deformity nagrał w 2012 roku kolejną płytę – The Beauty of Chaos.
W 2015 została wydana płyta: No Way Out.

## Skład
- Przemysław Smyczek – gitara
- Przemysław Kajnat – gitara basowa, wokal
- Piotr Rokosz – instrumenty klawiszowe, wokal
- Arkadiusz Szymuś – gitara
- Tymoteusz Ciastko – perkusja

## Dyskografia
- Forgotten Distant Time (1994)
- Promo 96 (1996)
- Nothing Lasts Forever (1997)
- In The Abyss Of Dreams… Furious Memories (1999)
- The Serpent Design (2001)
- Frozen Circus (2007)
- The Beauty of Chaos (2012)
- No Way Out (2015)